# Скржинский, Николай Кириллович
Николай Кириллович Скржинский (14 сентября 1904, Киев — 1957) — советский авиаконструктор.

## Биография

Могила Скржинского на Новодевичьем кладбище Москвы.

В 1928 г. окончил Киевский политехнический институт. В 1928—1932 гг. работал в отделе морского опытного самолётостроения в Москве. В 1929 году вместе с Н. И. Камовым построил первый в СССР автожир КАСКР-1 «Красный инженер», а в 1931 г. — его модификацию КАСКР-2. В мае 1931 года автожир эффектно демонстрировался в полёте над Ходынским полем членам правительства и представителям командования ВВС Красной Армии.
В 1932—1940 гг. работал в Центральном аэрогидродинамическом институте; участвовал в разработке автожиров А-4, А-9, А-10, А-12.
С 1947 г. — заместитель главного конструктора в ОКБ А. С. Яковлева, с 1957 г. — главный конструктор. Участвовал в создании истребителей Як-9, Як-3, Як-25, вертолёта Як-100; руководил проектными и научно-исследовательскими работами по вертолёту Як-24 — крупнейшему в мире в то время.
Похоронен на Новодевичьем кладбище (5 уч., 14 ряд.).

## Награды
- орден Ленина
- орден Отечественной войны 2-й степени
- орден Трудового Красного Знамени
- орден Красной Звезды
- медали
- знак «Лучшему ударнику» — за создание и успешное производство автожира ЦАГИ А-4[6].